# Posteljica
Posteljica, placenta ili plodva (lat. placenta: kolač, od grč. πλαϰοῦς: ravan kolač, od πλάξ: ploča), organ koji povezuje plod sa zidom maternice radi opskrbe hranjivim tvarima, izbacivanja štetnih tvari i izmjene plinova. Posteljica je glavna značajka viših sisavaca ili plodvaša (Placentalia), ali postoji i kod nekih životinja koje nisu sisavci.
Riječ placenta dolazi od latinske riječi za kolač, nastale od grčkog plakóenta/plakoúnta, tj. akuzativa od πλακόεις, πλακούς, plakóeis/plakoús: "ravan, nalik ploči", zbog njezinog okruglog i ravnog oblika kakav ima posteljica u žena. 
Prasisavci (nose jaja) i tobolčari stvaraju strukturu placenta choriovitellina koja, dok je povezana s materničnim zidom, opskrbljuje plod hranjivim tvarima iz žumanjčane vreće.
Posteljicu kao fetomaternalni organ čine dvije komponente: fetusni dio posteljice (placenta fetalis, odn. chorion frondosum), koji se razvija iz iste blastociste koja oblikuje plod, i majčin dio posteljice (placenta materna, odn. decidua basalis), koja se razvija iz majčina materničnog tkiva.

## Struktura
Kod čovjeka je posteljica u prosjeku duga 22 centimetra i debela 2–2,5 centimetra, s tim da je središnji dio najdeblji, a rubovi su najtanji. U prosjeku je teška 0,5 kilograma. Boja joj je crvenkasto-plava ili tamnocrvena. Povezana je s plodom preko pupčane vrpce duge u prosjeku 55-60 centimetara, koja sadrži dvije pupčane arterije i jednu pupčanu venu.  Pupčana vrpca ulazi u korionsku ploču. Žile se granaju preko površine posteljice i dalje se dijele oblikujući mrežu prekrivenu tankim slojem stanica. Kod žena posteljica najčešće ima oblik diska, ali veličina posteljice varira među različitim vrstama sisavaca.

## Razvoj
Posteljica se počinje razvijati nakon implantacije blastociste u endometrij maternice. Vanjski sloj blastociste pretvara se u trofoblast, koji sačinjava vanjski sloj posteljice. Ovaj vanjski sloj dalje se dijeli na dva sloja: citotrofoblast i sinciciotrofoblast. Sinciciotrofoblast (inače poznat i kao sincicij) sloj je polinuklearnih stanica koje pokrivaju površinu posteljice. Nastaje kao rezultat diferencijacije i spajanja citotrofoblasta, procesom koji se nastavlja i tijekom daljnjeg razvoja posteljice. 
Posteljica raste tijekom trudnoće. Krajem prvog tromjesečja trudnoće (otprilike 12-13 tjedana) prijenos majčine krvi u djetetov krvotok u potpunosti je razvijen.

## Placentarni krvotok

### Majčin placentarni krvotok
U pripremi za implantaciju blastociste endometrij prolazi kroz proces "decidualizacije". Spiralne arterije u decidui postaju manje savijene i promjer im se povećava. Povećani promjer arterija i ravniji tok krvi javljaju se da bi povećali protok majčine krvi u posteljicu. Javlja se relativno visok tlak dok majčina krv ispunjava međuresični prostor i korionske resice se prokrvljuju, dopuštajući održavanje izmjene plinova. Kod ljudi i drugih hemokorijalnih plodvaša, majčina krv dolazi u izravan kontakt s fetalnim korionom, iako nema razmjene tekućine. Dok se tlak smanjuje između pulseva, deoksigenirana krv vraća se natrag kroz endometrijske vene.
Kroz majčin placentarni krvotok u prosjeku protječe 600-700 mL/min.

### Fetoplacentarni krvotok
Deoksigenirana fetalna krv prolazi kroz pupčane arterije do posteljice. Na čvoru pupčane vrpce i na posteljici pupčane arterije granaju se radijalno i formiraju korionske arterije. Nadalje, korionske arterije granaju se u kotiledonske arterije. Na kraju se ove arterije granaju u korionskim resicama u kapilare, dovodeći fetalnu krv jako blizu majčine krvi; ipak, do miješanja majčine i fetalne krvi ("posteljična barijera") ne dolazi.
Endotelini i prostanoidi uzrokuju vazokonstrikciju posteljičnih arterija, dok dušikov monoksid uzrokuje vazodilataciju.

## Porođaj posteljice
Porođaj posteljice nastupa nakon porođaja novorođenčeta i počinje kao fiziološko razdvajanje posteljice od stijenke maternice. Ovaj period naziva se "trećim stadijem porođaja". Žena obično rađa posteljicu ubrzo nakon rođenja novorođenčeta iako porođaj posteljice može nastupiti do dva sata poslije porođaja pa i dulje. 
Porođaj posteljice je fiziološki proces i događa se spontano, bez medicinske pomoći. Međutim, u hrvatskim rodilištima se najčešće prakticira aktivno vođenje porođaja što uključuje i davanje injekcije oksitocina za porod posteljice te povlačenje posteljice za pupčanu vrpcu.  
Obično se pupčana vrpca prereže neposredno nakon rođenja, ali navodno nema medicinskog razloga za to; prema teoriji, neprerezivanjem pupčane vrpce odmah nakon rođenja pomaže novorođenčetu da se prilagodi izvanmateričnom životu, posebno kod djece rođene prije termina.

## Uloge

### Ishrana
Ispunjavanje međuresičnih prostora posteljice majčinom krvlju omogućuje prijenos hranjivih tvari i kisika iz majke u plod, kao i prijenos otpadnih tvari i ugljikova dioksida iz djetetove u majčinu krv. Prijenos hranjivih tvari događa se procesom aktivnog i pasivnog prijenosa. Aktivni prijenos omogućuje održavanje značajno različitih koncentracija raznih velikih molekula u krvnoj plazmi s obje strane posteljične barijere.
Štetne situacije kod trudnoće, kao što su majčina šećerna bolest ili pretilost, mogu povećati ili smanjiti razinu nosača hranjivih tvari, što dovodi do prevelika ili ograničena rasta ploda.

### Izlučivanje
Otpadni proizvodi izlučeni iz fetusa, kao što su ureja, mokraćna kiselina i kreatinin, prenose se u majčinu krv difuzijom preko posteljice.

### Imunost
Imunoglobulini G mogu prolaziti kroz čovječju posteljicu, omogućujući zaštitu ploda u maternici. Prijenos antitijela započinje između 20. i 24. tjedna trudnoće. Ovakva pasivna imunost traje nekoliko mjeseci nakon rođenja. Međutim, imunoglobulin M ne može proći kroz posteljicu, što je razlog tome da neke infekcije stečene tijekom trudnoće mogu biti smrtonosne za dijete.
Nadalje, posteljica funkcionira kao selektivna barijera protiv prijenosa mikroorganizama. Međutim, kada posteljica ne obavlja dovoljno dobro ovu funkciju, može doći do vertikalne transmisije uzročnika infektivnih bolesti.

### Endokrina uloga
Kod ljudi, osim što služi za opskrbu ploda hranjivim tvarima i kisikom, posteljica iz sincicijskog sloja korionskih resica izlučuje hormone koji su važni za održavanje trudnoće.
- Humani korionski gonadotropin (hCG) prvi je hormon koji izlučuje posteljica i koji se vrlo rano može naći u majčinoj krvi i mokraći (ubrzo nakon implantacije). Pokazatelj je trudnoće. Ženska krv ne sadrži nimalo ovog hormona tek tjedan ili dva tjedna nakon trudnoće. hCG testiranje koristi se da bi se dokazalo da je cjelokupno tkivo posteljice porođeno. hCG je prisutan u ženskoj krvi samo tijekom trudnoće jer ga samo posteljica može izlučivati.[12]

hCG također osigurava da žuto tijelo (corpus luteum) nastavlja izlučivati progesteron i estrogen. Progesteron je jako važan hormon tijekom trudnoće jer njegovim smanjenim izlučivanjem propada endometrij, a samim time i trudnoća. hCG sprječava reakciju majčina imunološkog sustava, tako da majčin organizam ne odbija posteljicu.
- Humani placentarni laktogen (hPL) hormon je koji omogućuje rast ploda i laktogenezu. Potiče rast mliječnih žlijezda radi pripreme majke za laktaciju. Također regulira razinu glukoze, bjelančevina i masti kod majke.

- Estrogen: doprinosi razvoju mliječnih žlijezda u pripremi za laktaciju i stimulira rast maternice da bi se prilagodila rastućem plodu.

- Progesteron: nužan za održavanje endometrijskog tkiva maternice tijekom trudnoće. Ovaj hormon sprječava prijevremeni poremećaj smanjivanjem kontrakcija miometrija. Razine su progesterona tijekom trudnoće jako visoke.

### Obrana od imunosne reakcije
Posteljica i plod mogu se smatrati stranim tijelima unutar majke i moraju biti zaštićeni od reakcije majčina imunosnog sustava.
Zbog toga se posteljica koristi sljedećim obrambenim mehanizmima:
- izlučuje neurokinin B koji sadrži molekule fosfokolina[13]
- u fetusu postoje mali limfociti koji usporavaju majčine citotoksične limfocite T inhibiranjem odgovora na interleukin 2.[14]

### Druge funkcije
Placenta također sadrži određenu količinu rezervne krvi i predaje ju plodu u slučaju hipotenzije ili hipertenzije.

## Patologija
Brojni poremećaji mogu nastati kod posteljice:
- placenta accreta – posteljica urasla u stijenku maternice
- placenta praevia ili predležeća posteljica – posteljica se u cijelosti ili djelomično nalazi u donjem dijelu maternice koji se nadovezuje na vrat maternice (cervix uteri)
- placentarna abrupcija – prijevremeno ljuštenje posteljice.

Infekcije koje djeluju na posteljicu:
- infekcije TORCH
- korioamnionitis.

## Galerija
- Pupčana vrpca i maternica.
- Čovječja posteljica.
- Mikrograf posteljične infekcije (CMV-placentitis).
- Shematski prikaz posteljice.
- Majčina strana posteljice.
- Fetalna strana iste posteljice.